# Łyżwiarstwo szybkie na Zimowych Igrzyskach Olimpijskich 1964 – bieg na 1000 m kobiet
Bieg na 1000 metrów kobiet w łyżwiarstwie szybkim na Zimowych Igrzyskach Olimpijskich 1964 rozegrano 1 lutego na torze Eisschnelllaufbahn Innsbruck. Mistrzynią olimpijską na tym dystansie została Lidija Skoblikowa z ZSRR, ustanawiając jednocześnie nowy rekord olimpijski. 

## Wyniki
| Miejsce | Zawodnik                     | Państwo           | Czas   |
| ------- | ---------------------------- | ----------------- | ------ |
| 01 !    | Lidija Skoblikowa            | ZSRR              | 1:33,2 |
| 02 !    | Irina Jegorowa               | ZSRR              | 1:34,3 |
| 03 !    | Kaija Mustonen               | Finlandia         | 1:34,8 |
| 4       | Helga Haase                  | Niemcy            | 1:35,7 |
| 5       | Walentina Stienina           | ZSRR              | 1:36,0 |
| 6       | Gunilla Jacobsson            | Szwecja           | 1:36,5 |
| 7       | Jan Smith                    | Stany Zjednoczone | 1:36,7 |
| 8       | Kaija-Liisa Keskivitikka     | Finlandia         | 1:37,6 |
| 9       | Inger Eriksson               | Szwecja           | 1:37,8 |
| 10      | Barb Lockhart                | Stany Zjednoczone | 1:38,6 |
| 11      | Jeanne Ashworth              | Stany Zjednoczone | 1:38,7 |
| 11      | Doreen Ryan                  | Kanada            | 1:38,7 |
| 13      | Doreen McCannell             | Kanada            | 1:39,4 |
| 14      | Christina Lindblom-Scherling | Szwecja           | 1:39,5 |
| 15      | Helena Pilejczyk             | Polska            | 1:39,8 |
| 16      | Ryoo Choon-za                | Korea Północna    | 1:40,0 |
| 17      | Willy de Beer                | Holandia          | 1:40,1 |
| 18      | Kaneko Takahashi             | Japonia           | 1:40,5 |
| 19      | Françoise Lucas              | Francja           | 1:41,3 |
| 20      | Yasuko Takano                | Japonia           | 1:41,6 |
| 21      | Adelajda Mroske              | Polska            | 1:41,7 |
| 22      | Elwira Seroczyńska           | Polska            | 1:42,1 |
| 23      | Erika Heinicke               | Niemcy            | 1:43,2 |
| 24      | Cedendżawyn Lchamdżaw        | Mongolia          | 1:43,5 |
| 25      | Brigitte Reichert            | Niemcy            | 1:44,9 |
| 26      | Kim Hye-suk                  | Korea Południowa  | 1:45,1 |
| 27      | Jarmila Šťastná              | Czechosłowacja    | 1:45,8 |
| -       | Hatsue Nagakubo-Takamizawa   | Japonia           | DNF    |